# Ezra Getzler
Ezra Getzler (nacido el 9 de febrero de 1962 en Melbourne) es un matemático y físico matemático australiano.

## Educación y carrera
Getzler estudió de 1979 a 1982 en la Universidad Nacional de Australia en Canberra (licenciatura con honores en 1982). En 1982 se trasladó a la Universidad de Harvard con una Beca Fulbright; Recibió su doctorado en 1986 con Arthur Jaffe, con una tesis titulada Teoría de grado para mapas de Wiener y mecánica cuántica supersimétrica. 
De 1986 a 1989 fue Junior Fellow en Harvard.  Luego se trasladó al Instituto Tecnológico de Massachusetts, donde se convirtió en profesor asistente en 1989 y profesor asociado en 1993. En 1997 se convirtió en profesor asociado en la Universidad Northwestern y desde 1999 es profesor titular.
Fue profesor invitado en varias universidades, entre ellas el Max-Planck-Institut für Mathematik de Bonn (1996), la École Normale Supérieure (1992), el Institut Henri Poincaré (2007), la Universidad de Niza Sophia Antipolis, el Imperial College Londres (2007/8) y la Universidad de París VI. En 2002 y 2003/4 estuvo en el Instituto de Estudios Avanzados. 
De 1991 a 1993 fue becario de investigación de Sloan.  En 2012 se convirtió en miembro de la Sociedad Matemática Estadounidense. 

## Investigación
Getzler es conocido por su nueva prueba (1983) del teorema del índice de Atiyah-Singer utilizando supersimetría, basada en ideas de Luis Álvarez-Gaumé y Edward Witten en física matemática. Además de física matemática, trabaja en geometría algebraica, teoría de categorías y topología algebraica.

## Obras
- con Nicole Berline, Michèle Vergne, Heat Kernels y Dirac Operadores, Springer Verlag, Grundlehren der Mathematischen Wissenschaften, 1992.
- Operadores pseudodiferenciales en supervariedades y el teorema del índice de Atiyah-Singer, Communications in Mathematical Physics, vol. 92, 1983, pág. 163, en línea
- Una breve prueba del teorema del índice Atiyah-Singer, Topología 25 (1987), 111-117.
- El teorema del índice local Atiyah-Singer, en Konrad Osterwalder, Raymond Stora (eds.): fenómenos críticos, sistemas aleatorios, teorías de calibre (Les Houches Lectures 1984), Holanda Septentrional, Ámsterdam-Nueva York, 1986, págs. 967–974.
- Editor con Mijaíl Kapranov: Teoría de categoría superior, Workshop Northwestern University 1997, American Mathematical Society 1998.